# Mario Luciolli
Mario Luciolli (Roma, 17 ottobre 1910 – Parigi, 25 maggio 1988) è stato un diplomatico italiano.
È stato ambasciatore d'Italia in Cile, Turchia e Germania.

## Biografia
Figlio del senatore Ludovico Luciolli, Mario Luciolli si laurea in Giurisprudenza all'Università di Roma il 6 luglio 1932 ed entra in carriera diplomatica nel 1933 dopo aver superato il concorso diplomatico.
I suoi primi incarichi all'estero furono come viceconsole a Zurigo (1934-1936) e a Parigi (1936-1938).  Rientrato al Ministero, il periodo che trascorse nel Gabinetto del Ministro degli esteri Galeazzo Ciano, tra il 1938 ed il 1940, gli ispirò il libro Mussolini e l'Europa, pubblicato nel 1945 con lo pseudonimo di Mario Donosti, un libro di difesa del ruolo della diplomazia nel periodo fascista. Dopo alcuni mesi trascorsi come console a Melbourne nel 1940, fu terzo segretario d'ambasciata a Berlino dal 7 ottobre 1940 al 14 marzo 1942 e successivamente Console a San Sebastiano nel 1943-1944.
Rientrato al Ministero degli Esteri fu dapprima Capo dell'Ufficio dei Rapporti con le Potenze Alleate alla Direzione degli Affari Economici (1945-1946), membro della Delegazione italiana alla Conferenza della Pace di Parigi (1946) e prestò servizio nella Direzione del Personale (1947-48).
Durante il periodo trascorso  come Consigliere all'Ambasciata d'Italia a Washington, dal 1948 al 1955, fu il più stretto collaboratore di due importanti Ambasciatori, Alberto Tarchiani e Manlio Brosio, che apprezzarono molto il suo operato. 
Al suo ritorno in Italia nell'agosto del 1955 fu chiamato a prestare servizio presso la Presidenza della Repubblica come Consigliere diplomatico del Presidente Giovanni Gronchi dover rimase fino all'ottobre del 1956 . Fu un periodo problematico visto il carattere volitivo del Presidente e quello non certo remissivo di Luciolli.
La sua prima esperienza di Capo Missione, dall'ottobre del 1955 al giugno 1961, come Ambasciatore d'Italia a Santiago del Cile, gli dette l'occasione di evidenziare le sue non comuni capacità di lavoro e di analisi.
Il suo mandato come ambasciatore d'Italia ad Ankara dal giugno 1961 all'ottobre 1964, si svolse in un periodo delicato in cui il Paese attraversò un momento difficile soprattutto a causa dei contrasti tra le Forze Armate e gli ambienti politici.
Come ultimo incarico diplomatico fu per dodici anni, dal 26 ottobre 1964 al febbraio 1976, Ambasciatore d'Italia a Bonn, un periodo così lungo rimasto ineguagliato come capo missione.
L'Ambasciatore Mario Luciolli era ammirato per il suo prestigio personale, riconosciuto tanto all'interno del Ministero quanto in ambiti nazionali e internazionali. Era noto per la sua intelligenza vivace, l'equilibrio dei suoi giudizi e l'acutezza del pensiero.
Nel periodo 1945-1946 collaborò con i quotidiani Il Secolo XX e La Tribuna e ai mensili La città libera e Mercurio.
Dopo aver terminato la carriera diplomatica riprese la collaborazione con vari giornali e riviste, fra cui il Giornale, Il Gazzettino, La Nazione, La Sicilia, La Revue des Deux Mondes.

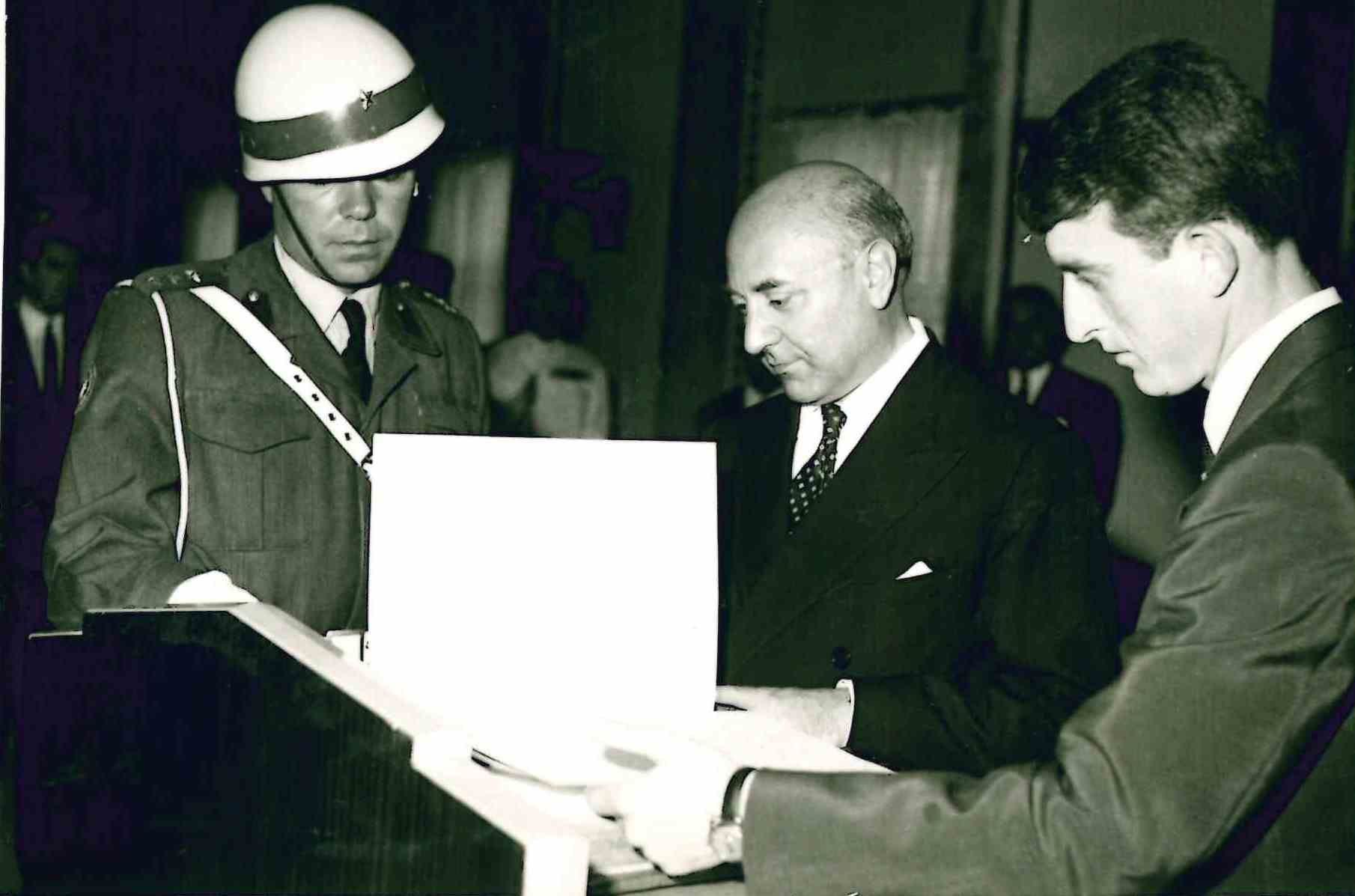
L'Ambasciatore Mario Luciolli firma il registro dei visitatori alla Tomba di Ataturk - Ankara, 1961 (dalla Collezione Immaginario diplomatico)

## Opere
- Mario Donosti (pseudonimo di Mario Luciolli), Mussolini e l'Europa: la politica estera fascista, Firenze, Leonardo, 1945.
- Mario Luciolli, Palazzo Chigi: anni roventi. Ricordi di vita diplomatica italiana dal 1933 al 1948, Milano, Rusconi, 1976.
- Mario Luciolli, Ricordi di Mario Luciolli (1910 - 1988) (PDF), 2018. URL consultato il 15 agosto 2022.
- Mario Luciolli, Il problema italiano alla conclusione della pace dopo la (Prima) Guerra Mondiale (PDF), 2019. URL consultato il 15 agosto 2022.
- Mario Luciolli, Ricordi di vita diplomatica (1948 - 1976) (a cura di Stefano Baldi) (PDF), Roma, 2021. URL consultato il 3 agosto 2025.